# 北鳩原川橋
北鳩原川橋（きたはっぱらがわばし）は、福島県南相馬市の北鳩原川に架かる常磐自動車道の橋である。当初2011年（平成23年度）に供用開始が予定されていたが、福島第一原子力発電所事故の工事中断により、2014年12月6日に開通した。

## 概要
- 工事箇所 : 福島県南相馬市小高区北鳩原（浪江IC - 南相馬IC間）
- 延長 : 173.0m
- 車線数 : 暫定片側1車線
- 完成 : 2014年度（当初は2011年に開通予定だった。）

## 歴史
- 2014年12月6日 浪江IC - 南相馬IC間の開通時に供用開始。

## 隣の橋梁
久慈川橋 - 夏井川橋 - 木戸川橋 - 井出川橋 - 熊川橋 - 羽黒川橋 - 前田川橋 - 高瀬川橋 - 請戸川橋 - 宮田川橋 - 小高川橋 - 北鳩原川橋 - 新田川橋 - 笹部川橋 - 上真野川橋 - 真野川橋 - 町場川橋 - 宇多川橋